# Ladies' Code
Ladies' Code（レディースコード、朝: 레이디스 코드）は、韓国の女性5人組アイドルグループである。Polarisエンターテインメント所属。
2013年にデビュー。グループ名には、「女性たちの憧れのコードを盛り込み、ドラマチックなステージを披露するパフォーマンスグループ」という意味が込められている。また、メンバーそれぞれに異なる女性のイメージ（コード）が与えられている。

## 来歴
デビュー前
在日韓国人のリセは2009年、「ミスコリア日本」のグランプリに輝き2011年に韓国のオーディション番組である『偉大な誕生』に出演し、注目を集めた。その後、バラエティ番組『私たち結婚しました』にも出演し、キーイーストで約2年間ガールズグループとしてのデビュー準備をしたのち、現在の事務所に移籍した。ソジョンはオーディション番組『ボイス・コリア』で決勝まで進出した。アシュリ、ジュニ、ウンビもそれぞれ別の芸能事務所で練習を積んでいたが、現在の事務所に移籍し5人でグループが結成された。
2013年
- 3月7日、ファーストミニアルバム『CODE#1 나쁜 여자』でデビュー。軽快なスウィングリズムのタイトル曲「나쁜여자 (Bad Girl)」は、発売後すぐに主要音楽配信チャートで上位入りした[4]。
- 8月6日、セカンドミニアルバムから先行曲の「Hate You」をリリース。バグズミュージックのリアルタイムチャートで初の音源チャート1位となる[5]。
- 9月5日、セカンドミニアルバム『CODE#2 Pretty Pretty』を発売。ファンキーなギターサウンドとブラスサウンドが印象的なタイトル曲「예뻐 예뻐 (Pretty Pretty)」では所属事務所の先輩のヤン・ドングンがフィーチャリングに参加した。

2014年
- 2月8日、「第20回 大韓民国芸能芸術賞」で女性新人歌手賞を受賞[6]。
- 2月12日、「第3回 ガオンチャートK-POPアワード」で今年の新人賞を受賞[7]。
- 2月13日、デジタルシングル「So Wonderful」をリリース[8]。華やかなパフォーマンスに、軽快なグルーヴが印象的なバンド演奏を加えた。
- 5月16日、デビュー以来初めて参加するOST、tvNドラマ「꽃할배 수사대（花のお爺さん捜査隊）」の「미치게 훅가게（狂いそうに惚れるように）」を公開[9]。
- 8月7日、シングル『KISS KISS』をリリース。デビュー当時からタッグを組んできたプロデューサーSuper Changddai（キム・チャンデ）がプロデュースを務め[10]、自らもギター演奏で参加した。同日、カムバックを記念してソウルでゲリラライブを行った[11]。

交通事故によるウンビとリセの死
- 9月3日午前1時23分頃、KBSの番組「開かれた音楽会」の収録を終え、大邱からソウルに帰る途中、メンバー5人とスタイリストら関係者が乗ったワゴン車が京畿道龍仁市の嶺東高速新葛ジャンクション付近でガードレールに衝突する事故が発生した。この事故でメンバーのウンビが京畿道水原市の聖ビンセント病院に搬送されるも死亡、[12]（21歳没）、[13]、リセも頭部に大怪我を負い、搬送先の病院にて緊急手術が実施された[14]。しかし、リセは途中で血圧低下と脳の腫れが見られたため手術を断念し、集中治療室での治療に移行、[15]4日間にわたり意識不明の状態が続いたが、回復には至らず7日10時10分にリセの死亡が確認された（23歳没）[16]。残りのソジョンは顔面を骨折、アシュリとジュニの2人は軽症だったものの、事故の影響で精神的に大きなダメージを負った[17]。ウンビとリセの葬儀はそれぞれ5日と9日、城北区安岩洞の高麗大学校安岩病院の葬儀場で行われ、リセの遺骨については故郷の福島県に埋葬された。

- 所属事務所のPolarisエンターテインメントによれば、公式発表の場で雨が降り濡れた路面でワゴン車の後輪が抜け、車体が数回回転した後ガードレールに衝突したと明らかにした。事故当初は車の欠陥が原因とされていたが10月20日、龍仁西部警察署はワゴン車を運転するマネージャーのスピードの出し過ぎにより車輪が外れたと発表した。実況見分でワゴン車の速度が135km/h以上出ていたとして、水原地方検察庁は同グループのマネージャーに対し懲役2年6ヵ月を求刑を言い渡された。2015年1月15日に公判が開かれ、1審で1年2ヵ月の禁固刑を受けたが、翌日に控訴した。

- 4月15日に開かれた控訴審で禁固1年2ヵ月、執行猶予2年、社会奉仕160時間、順法運転の講義受講40時間の判決を受けて釈放された。

2015年
- 8月22日、ウンビとリセの追悼公演「I'm Fine Thank you」が東京の品川ステラボールで開催された[18]。
- 9月3日・7日、それぞれの命日を迎え追悼曲「I'm Fine Thank you」と「아파도 웃을래 (痛くても笑う)」の音源を公開[19][20]。「I'm Fine Thank you」(폴라리스名義)はソジョンが同じ所属事務所の歌手と共に歌い、「痛くても笑う」はソジョンが作詞に参加し、メンバー3人で歌った。

2016年
- 2月24日、シングル「MYST3RY」をリリース。ソウル瑞草(ソチョ) 区蚕院洞(チャムウォンドン) のザ・リバーサイドホテルでショーケースを開催。新たなメンバーの加入はなく約2年ぶりに3人体制で活動を再開した。
- 3月30日、シングル「MYST3RY」のアコースティックリミックスアルバム「MYST3Re:」をリリース。アルバムに収録された全曲をそのままアコースティックアレンジで再リリースするのは韓国初。
- 10月13日、3rdミニアルバム「STRANG3R」をリリース。

2017年
- 5月4日、ソジョンが1stソロデジタルシングル「우린 왜 이별 하는 걸까? (私たちはなぜ別れるのだろう？)」をリリース。

2018年
- 3月8日、ソジョンが2ndソロデジタルシングル「Stay Here」をリリース。
- 7月17日、アシュリが1stソロデジタルシングル「HERE WE ARE」をリリース。ソウル江南(カンナム)区清潭洞(チョンダムドン)一枝(イルジ)アートホールでショーケースを開催。

2020年
- 2月17日、所属事務所のPolarisエンターテインメントがメンバー3人全員と再契約しないことを発表した[21] 。

## メンバー
アシュリー、ソジョン、ジュニは、いずれも所属事務所傘下の芸能養成施設「Mアカデミー」出身である。
| プロフィール |
| --- |
| - 芸名：アシュリ / 애슐리 / Ashley - 本名：チェ・ピンナ / 최빛나 / Choi Bit Na / 崔嬪娜 - 生年月日：1991年11月9日（33歳） - 出身地： 韓国仁川広域市 - 学歴：ニューヨーク市立大学ハンター校 - 血液型：B型 - 言語：英語、スペイン語 - 担当：リーダー、リードボーカル、メインダンサー - コード：グローバルコード                      |
| - 芸名：ソジョン / 소정 / So Jung - 本名：イ・ソジョン / 이소정 / Lee So Jung / 李昭政 - 生年月日：1993年9月3日（31歳） - 出身地： 韓国江原道原州市 - 学歴：檀国大学校生活音楽科 - 血液型：O型 - 言語：英語、スペイン語 - 担当：メインボーカル - コード：ファンキーコード                                                          |
| - 芸名：ジュニ / 주니 / Zuny - 本名：キム・ジュミ / 김주미 / Kim Joo Mi / 金主美 - 生年月日：1994年12月8日（30歳） - 出身地： 韓国光州広域市 - 学歴：世宗高等学校（卒業） - 血液型：B型 - 言語：英語、スペイン語 - 担当：サブボーカル - コード：プリティシックコード                                                               |
| - 芸名：リセ / 리세 / Ri Se - 本名：クォン・リセ / 권리세 / Kwon Ri Se / 權梨世 - 生年月日：1991年8月16日 - 没年月日：2014年9月7日（23歳没） - 出身地： 日本福島県福島市 - 学歴：福島朝鮮初中級学校、成蹊大学経済経営学科 - 血液型：B型 - 言語：日本語、英語 - 担当：センター、サブボーカル、リードダンサー - コード：ピュアコード |
| - 芸名：ウンビ / 은비 / EunB - 本名：コ・ウンビ / 고은비 / Ko Eun Bi / 高恩妃 - 生年月日：1992年11月23日 - 没年月日：2014年5月5日（21歳没） - 出身地： 韓国ソウル特別市 - 学歴：韓林演芸芸術高等学校（卒業） - 血液型：AB型 - 言語：英語、日本語 - 担当：サブボーカル - コード：ラブリーコード                                     |

## ディスコグラフィ

### ミニアルバム
| No. | タイトル                            | 収録曲 |
| --- | ----------------------------------- | --- |
| 1st | CODE#1 나쁜 여자 (2013年3月7日)     | 1. Intro...Bad Girl 2. 나쁜 여자 (Bad Girl) 3. SuperGirl 4. Dada La 5. 안울래                                                                 |
| 2nd | CODE#2 Pretty Pretty (2013年9月5日) | 1. Polaris Club 2. 예뻐 예뻐 (Pretty Pretty) 3. Hate You 4. I'm Fine Thank You 5. 예뻐 예뻐 (Inst.)                                           |
| 3rd | STRANG3R (2016年10月13日)           | 1. Lorelei 2. The Rain 3. Jane Doe 4. My Flower (Blossom Mix) (CD Only) 5. Galaxy (the 3dge Mix) (CD Only) 6. Chaconne (Arieta Mix) (CD Only) |

### シングル
| No. | タイトル                 | 収録曲                                                                       |
| --- | ------------------------ | ---------------------------------------------------------------------------- |
| 1st | KISS KISS (2014年8月7日) | 1. KISS KISS 2. KISS KISS (Inst.)                                            |
| 2nd | MYST3RY (2016年2月24日)  | 1. My Flower 2. Galaxy 3. Chaconne                                           |
| -   | MYST3Re: (2016年3月30日) | 1. My Flower (Blossom mix) 2. Galaxy (the 3dge mix) 3. Chaconne (Arieta mix) |

### デジタルシングル
| リリース      | タイトル                     |
| ------------- | ---------------------------- |
| 2013年8月6日  | Hate You                     |
| 2014年2月13日 | So Wonderful                 |
| 2015年9月3日  | I'm Fine Thank You           |
| 2015年9月7日  | 아파도 웃을래 (痛くても笑う) |

### ソロ
- ソジョン：1stソロデジタルシングル「우린 왜 이별 하는 걸까? (私たちはなぜ別れるのだろう？)」 (2017年5月4日)
- ソジョン：2ndソロデジタルシングル「Stay Here」 (2018年3月8日)
- アシュリー：1stソロデジタルシングル「HERE WE ARE」 (2018年7月17日)

### フィーチャリング / コラボレーション
- 2017年：한희준(ハン・ヒジュン)のシングル「풋사랑」の収録曲「Skit : To U」 - Feat. ジュニ
- 2018年：한희준(ハン・ヒジュン)のシングル「DEEP INSIDE」の収録曲「DEEP INSIDE」 - Feat. ソジョン

### MV
| Official Video Links |
| --- |
| - 나쁜여자 (Bad Girl) - Dada La - 안울래 - Hate You - 예뻐 예뻐 (Pretty Pretty) - So Wonderful - KISS KISS - I'm Fine Thank you - I'm Fine Thank you 一周忌追悼曲 - 아파도 웃을래 (痛くても笑う) 一周忌追悼曲 - Galaxy - The Rain - 우린 왜 이별 하는 걸까? (ソジョン) - Crystal Clear (ソジョン) - Stay Here (ソジョン) - HERE WE ARE (アシュリー) - HERE WE ARE (アシュリー) (Dance Practice) - ANSWER (アシュリー) (Dance Practice) |

### OST
- 2014年5月16日：tvN 「꽃할배 수사대 (花のお爺さん捜査隊)」OST Part 1 － 「미치게 훅가게 (狂いそうに惚れるように / Make Me Go Crazy)」 (LADIES' CODE)
- 2018年1月30日：MBC every1 「4가지하우스 (4つのハウス)」OST Part 1 － 「Like A Star 」 (ジュニ)

## 出演

### ドラマ
- 2018年：MBC every1「4つのハウス」 - ジュニ (ナユン役)

### 映画
- 2017年：ウェブ「Memoria Tempus－時間の記憶」 - ジュニ

### ミュージックビデオ
- Kanto「What You Want」 (2013年10月25日) - リセ

### その他
- KBS 2TV 「ハッピーサンデー － マンマミーア」 (2013年6月9日) - リセ
- MBC every1 「週刊アイドル」 (2013年10月16日)
- ARIRANG 「After School Club」 EP49(Guest)・EP50(After Show)  (2014年3月11日)
- Mwave 「MEET & GREET」 (2014年8月21日)
- JTBC 「ガールスピリット」 (2016年) - ソジョン

## 受賞経歴
2014年
- 第20回 《大韓民国芸能芸術賞》 - 女性新人歌手賞
- 第3回 《ガオンチャートK-POPアワード》 - 今年の新人賞
- 第6回 《Melon Music Awards》 - MBCミュージックスター賞